# Anna Adamis
Anna Adamis (n.Kolárovo (în maghiară Gúta) (Slovacia), 30 august 1943-) este o scriitoare, libretistă maghiară.